# Saal (Vorpommern)
Saal is een gemeente in de Duitse deelstaat Mecklenburg-Voor-Pommeren. De gemeente maakt deel uit van de Landkreis Vorpommern-Rügen.
Saal telt 1.411 inwoners.

## Geografie
De gemeente Saal ligt in het noordwesten van Voor-Pommeren, tussen de steden Barth en Ribnitz-Damgarten. Tot de gemeente Barth behoren de ortsteile:
- Bartelshagen II b. Barth
- Hermannshagen-Dorf
- Hermannshagen Heide
- Hermannshof
- Hessenburg
- Kückenshagen
- Neuendorf
- Neuendorf-Heide
- Neuhof
- Saal (hoofdplaats)